# Storie d'amore con pioggia e altri racconti di rovesci e temporali
Storie d'amore con pioggia e altri racconti di rovesci e temporali è il sesto album in studio del rapper italiano Murubutu, pubblicato il 14 gennaio 2022 dalla Glory Hole Records.

## Tracce
Testi di Alessio Mariani e Gian Maria Flores, musiche di Gian Maria Flores, eccetto dove indicato.
1. Ode alla pioggia - Intro (feat. DJ Caster) – 3:16 (testo: Alessio Mariani, Gezim Nerjaku)
2. Il migliore dei mondi – 3:49
3. Black Rain (feat. Claver Gold, Rancore) – 4:13 (testo: Alessio Mariani, Daycol Emidio Orsini, Gezim Nerjaku, Tarek Iurcich – musica: James Logan)
4. Nuvole (feat. Dia, Lion D) – 4:48 (testo: Alessio Mariani, David Andrew Ferri, Gezim Nerjaku)
5. Markus ed Ewa – 3:32
6. Una chrononaute à Paris – 4:03
7. Temporale (feat. Dia) – 4:00
8. Black Rain, pt. 2 (feat. Mattak, Inoki, DJ Fastcut) – 4:21 (testo: Alessio Mariani, Fabiano Ballarin, Gezim Nerjaku, Mattia Flacone)
9. Legio XII fulminata – 3:42 (testo: Alessio Mariani, Gezim Nerjaku)
10. Pioggia infinita (feat. Moder) – 3:50 (testo: Alessio Mariani, Giacomo Tuttobene, Lanfranco Vicari)
11. Multiverso – 4:22
12. Diluvio universale (feat. En?gma, DJ Caster) – 4:18 (testo: Alessio Mariani, Francesco Marcello Scano, Gezim Nerjaku)
13. Pentagramma dell'acqua (feat. Dia) – 4:04 (testo: Alessio Mariani, Thomas Ferri)
14. Palazzo di Gemme (feat. Dhany) – 4:19 (testo: Alessio Mariani, Gemiz Nerjaku)
15. Ode alla pioggia - Outro – 3:29 (testo: Alessio Mariani, Gemiz Nerjaku)

## Formazione
- Murubutu – voce
- Gian Flores  – produzione (tracce 2, 4, 5, 6, 7, 9, 10, 11, 13, 14, 15)
- DJ Caster – produzione (tracce 1 e 12)
- James Logan – produzione (traccia 3)
- DJ Fastcut – produzione (traccia 8)
- Claver Gold – voce aggiuntiva (traccia 3)
- Rancore – voce aggiuntiva (traccia 3)
- Dia – voce aggiuntiva (tracce 4, 7 e 13)
- Lion D – voce aggiuntiva (traccia 4)
- Mattak – voce aggiuntiva (traccia 8)
- Inoki – voce aggiuntiva (traccia 8)
- Moder – voce aggiuntiva (traccia 10)
- En?gma – voce aggiuntiva (traccia 12)
- Dhany – voce aggiuntiva (traccia 14)